# Breštanovci
Breštanovci is een plaats in de gemeente Crnac in de Kroatische provincie Virovitica-Podravina. De plaats telt 164 inwoners (2001).